# دون هيوم
دون هيوم (بالإنجليزية: Don Hume)‏ هو سائق سباق أمريكي، ولد في 8 مايو 1938.